# Леонида, Георге

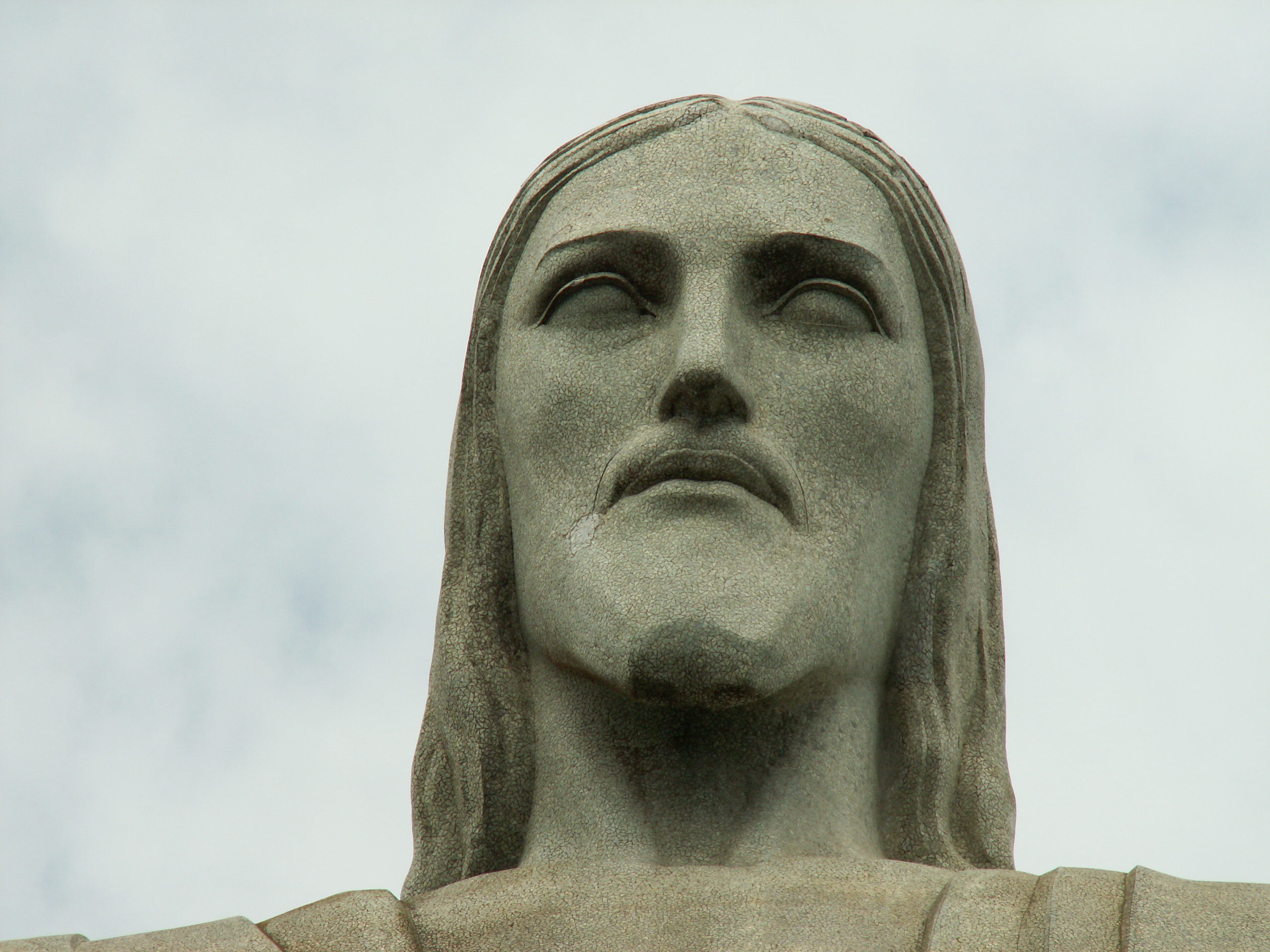
Лик памятника Христа-Искупителя, фрагмент памятника

Георге Леонида (рум. Gheorghe Leonida; 1892—1893, Галац, Королевство Румыния — 1942, Бухарест) — румынский скульптор.

## Биография

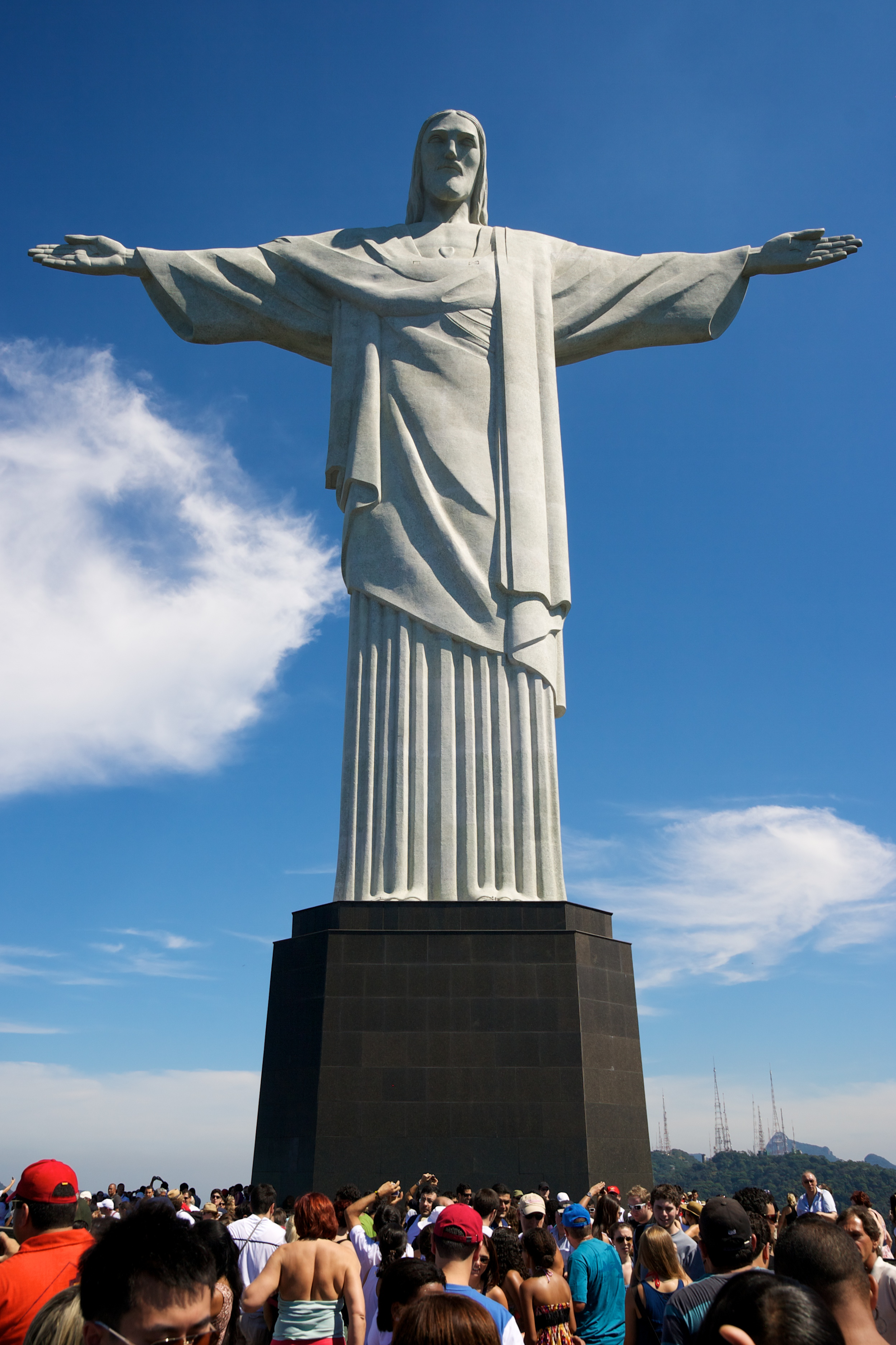
Статуя Христа-Искупителя, Рио-де-Жанейро

Сын офицера кавалерии, его мать была дочерью французского инженера. Брат инженера Дмитрие Леонида (1883—1965) и Элизы Леонида Замфиреску (1887—1973), одной из первых женщин Румынии, получивших диплом инженера.
Окончил среднюю школу в Бухаресте, продолжил учёбу на отделении скульптуры Консерватории изящных искусств (ныне Ясский университет искусств Джордже Энеску). Дебютировал в 1915 году на национальном конкурсе. После окончания Первой мировой войны Г. Леонида продолжал учёбу в Италии, где жил в течение трёх лет. Работы скульптора были отмечены премиями в Риме (за работу Reveil) и Париже (Le Diable).
В 1925 году переехал в Париж, где француз Поль Ландовски получил заказ на завершение гигантской скульптуры — памятника Христу-Искупителю, приуроченного к столетию создания независимого Бразильского государства, в сотрудничество с бразильским инженером Эйтором да Силва Кошта. Поль Ландовски привлёк Леониду к работе и поручил ему вылепить голову гигантской статуи. Работы начались в 1926 году и были завершены в 1931 году. Памятник воздвигнут на горе Корковаду в тогдашней столице страны Рио-де-Жанейро.

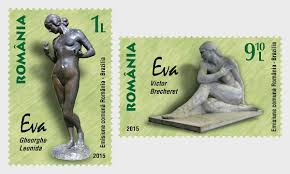
Работы Г. Леонида на почтовых марках Румынии 2015 г.

После возвращения на родину Леонида продолжил заниматься скульптурой. Его работы хранятся ныне в замке Бран, Национальном музее искусств и других крупных музеях Бухареста.
Умер весной 1942 года, упав с крыши своего семейного дома в Бухаресте, собирая цветы липы.